# Savanna-la-Mar
Savanna-la-Mar – miasto w zachodniej Jamajce w hrabstwie Cornwall. Miasto jest stolicą regionu Westmoreland.